# 増林寺
増林寺（ぞうりんじ）は、東京都江東区にある曹洞宗の寺院。

## 概要
1628年（寛永5年）、白洲全龍によって開山された。石を練りこんだ塀が有名であった。

## 墓所
- 三井親和父子（書家）
- 男谷信友（剣術家）
- 石坂宗哲（医師）

## 交通アクセス
- 門前仲町駅より徒歩7分。